# МКБ-9
МКБ-9 е девета ревизия на Международната класификация на болестите, разработена от Световната здравна организация. МКБ-9 се състои от 18 раздела, всеки от които съдържа подкодове на заболявания и болести.
1. Кодове 001–139: инфекциозни и паразитни болести
2. Кодове 140–239: неоплазми
3. Кодове 240–279: ендокринни, хранителни и метаболитни заболявания и нарушения на имунитета
4. Кодове 280–289: заболявания на кръвта и кръвотворните органи
5. Кодове 290–319: психични разстройства
6. Кодове 320–389: заболявания на нервната система и сетивните органи
7. Кодове 390–459: заболявания на кръвоносната система
8. Кодове 460–519: заболявания на дихателната система
9. Кодове 520–579: заболявания на храносмилателната система
10. Кодове 580–629: заболявания на пикочно-половата система
11. Кодове 630–679: усложнения на бременността, раждането и пуерпериума
12. Кодове 680–709: заболявания на кожата и подкожната тъкан
13. Кодове 710–739: заболявания на опорно-двигателния апарат и съединителната тъкан
14. Кодове 740–759: вродени аномалии
15. Кодове 760–779: определени състояния, възникващи в перинаталния период
16. Кодове 780–799: симптоми, признаци и неправилно дефинирани състояния
17. Кодове 800–999: нараняване и отравяне
18. Кодове E и V кодове: външни причини за нараняване и допълнителна класификация